# Torneo de Pekín 2016
El China Open 2016 fue un torneo de tenis que pertenece tanto a la ATP en la categoría de ATP World Tour 500 como a la WTA en la categoría Premier Mandatory. Los eventos femeninos y los eventos masculinos se llevaron a cabo en el Centro de Tenis del Parque Olímpico de Pekín (Olympic Green Tennis Center, en inglés) de Pekín, China, del 3 al 9 de octubre de 2016 sobre pista dura.

## Cabezas de serie

### Individual masculino
| Tenista               | Ranking | Preclasificada |
| Andy Murray           | 2       | 1              |
| Rafael Nadal          | 4       | 2              |
| Milos Raonic          | 6       | 3              |
| Dominic Thiem         | 10      | 4              |
| David Ferrer          | 12      | 5              |
| Lucas Pouille         | 16      | 6              |
| Roberto Bautista Agut | 17      | 7              |
| Richard Gasquet       | 18      | 8              |

- Los cabezas de serie están basados en el ranking ATP del 26 de septiembre de 2016.

### Dobles masculinos
| Tenista                     | Ranking | Preclasificado |
| Bob Bryan Mike Bryan        | 13      | 1              |
| Łukasz Kubot Marcelo Melo   | 27      | 2              |
| Rohan Bopanna Daniel Nestor | 32      | 3              |
| Treat Huey Max Mirnyi       |         | 4              |

### Individual femenino
- Las sembradas están establecidas de acuerdo al ranking proporcionado por la WTA para el 26 de septiembre.
- El ranking y los puntos actuales de cada jugadora están actualizados al ranking de la WTA del 3 de octubre de 2016.

| Semb. | Rank. | Jugadora                  | Puntos Antes | Puntos a Defender | Puntos Ganados | Puntos Después | Actuación en el Torneo                           |
| ----- | ----- | ------------------------- | ------------ | ----------------- | -------------- | -------------- | ------------------------------------------------ |
| 1     | 1     | Angelique Kerber          | 8485         | 215               | 120            | 8390           | Tercera ronda, perdió ante Elina Svitolina [16]  |
| 2     | 3     | Garbiñe Muguruza          | 5246         | 1000              | 120            | 4366           | Tercera ronda, perdió ante Petra Kvitová [14]    |
| 3     | 4     | Agnieszka Radwańska       | 5535         | 390               | 650            | 5795           | Campeona, venció a Johanna Konta [11]            |
| 4     | 5     | Simona Halep              | 4987         | 10                | 120            | 5097           | Tercera ronda, perdió ante Shuai Zhang           |
| 5     | 6     | Karolína Plíšková         | 4340         | 10                | 120            | 4505           | Tercera ronda, perdió ante Johanna Konta [11]    |
| 6     | 7     | Venus Williams            | 3020         | 10                | 10             | 3020           | Primera ronda, perdió ante Peng Shuai [WC]       |
| 7     | 8     | Carla Suárez Navarro      | 3330         | 120               | 10             | 3220           | Primera ronda, perdió ante Yaroslava Shvedova    |
| 8     | 9     | Madison Keys              | 3417         | 120               | 390            | 3687           | Semifinales, perdió ante Johanna Konta [11]      |
| 9     | 10    | Svetlana Kuznetsova       | 3540         | 120               | 120            | 3540           | Tercera ronda, perdió ante Madison Keys [8]      |
| 10    | 12    | Dominika Cibulková        | 3500         | 65                | 10             | 3445           | Segunda ronda, perdió ante Alizé Cornet          |
| 11    | 13    | Johanna Konta             | 2835         | 0                 | 650            | 3485           | Final, perdió ante Agnieszka Radwańska [3]       |
| 12    | 14    | Timea Bacsinszky          | 2773         | 650               | 65             | 2188           | Segunda ronda, perdió ante Daria Gavrilova       |
| 13    | 15    | Roberta Vinci             | 2345         | 120               | 65             | 2290           | Segunda ronda, perdió ante Caroline Wozniacki    |
| 14    | 16    | Petra Kvitová             | 3185         | 10                | 215            | 3390           | Cuartos de final, perdió ante Madison Keys [8]   |
| 15    | 17    | Anastasiya Pavliuchenkova | 2250         | 215               | 10             | 2045           | Primera ronda, perdió ante Alison Riske [Q]      |
| 16    | 18    | Elina Svitolina           | 2186         | 65                | 390            | 2511           | Semifinales, perdió ante Agnieszka Radwańska [3] |

### Dobles femeninos
| Tenista                              | Ranking | Preclasificada |
| Caroline Garcia Kristina Mladenovic  | 7       | 1              |
| Yekaterina Makarova Yelena Vesnina   | 12      | 2              |
| Chan Hao-ching Chan Yung-jan         | 16      | 3              |
| Sania Mirza Barbora Strýcová         | 19      | 4              |
| Bethanie Mattek-Sands Lucie Šafářová | 22      | 5              |
| Martina Hingis Coco Vandeweghe       | 23      | 6              |
| Tímea Babos Yaroslava Shvedova       | 23      | 7              |
| Andrea Hlaváčková Lucie Hradecká     | 23      | 8              |

## Campeones

### Individual masculino
Andy Murray venció a  Grigor Dimitrov por 6-4, 7-6(2)

### Individual femenino
Agnieszka Radwańska  venció a  Johanna Konta por 6-4, 6-2

### Dobles masculino
Pablo Carreño /  Rafael Nadal vencieron a  Jack Sock /  Bernard Tomic por 6-7(6), 6-2, [10-8]

### Dobles femenino
Bethanie Mattek-Sands /  Lucie Šafářová  vencieron a  Caroline Garcia /  Kristina Mladenovic por 6-4, 6-4